# سي بوي
كان سي بوي (بالإنجليزية: C-Boy)‏ (نفق في يونيو/حزيران 2018 عن عمرٍ ناهز 14 عامًا) أسد في متنزه سيرينغيتي الوطني بتنزانيا. يُعرف لنجاته من هجومٍ بواسطة ثلاثة أسودٍ أُطلق عليهم «القتلة» (بالإنجليزية: The Killers)‏ في أغسطس/آب 2009. كما كاد أن يموت لاحقًا نتيجةً لإصابته بعدوًى بعد الهجوم. عُثر عليه ميتًا بعد عقدٍ من الزمن لأسبابٍ غير معروفة. التقط المصور نيك نيكولس [الإنجليزية] صورًا له أثناء زياراته إلى متنزه سيرينغيتي بين عامي 2011 و2013.
سي بوي هو والد أسدين مشهورين، سنيغفي (بالإنجليزية: Snyggve)‏ وتريغفي (بالإنجليزية: Tryggve)‏. نفق سنيغفي في مارس/آذار 2023 بعد أن حكم سهول ناميري مع شقيقه لمدة سبع سنوات.